# Epizod
Epizod è un gruppo rock bulgaro fondato a Sofia nel 1983 da Panajot Kerelezov (batterista), Miroslav Galabov (chitarrista) e Rosen Dojčinov (tastierista).

## Storia del gruppo
Gli Epizod diventano famosi in Bulgaria grazie alle loro esibizioni di rock-teatro. I testi delle canzoni nei primi anni sono ripresi da liriche del poeta francese François Villon; l'immagine del gruppo e lo spirito degli spettacoli è in stile medievale.
Nel 1988 in soli sei mesi gli Epizod guadagnano molta popolarità, tanto da portarli a esibirsi entro l'estate del 1990 in più di 100 concerti e ad apparire in molte trasmissioni radiotelevisive. Vincono il primo premio al Rock festival di Vidin e tengono a Sofia il primo concerto rock in Bulgaria dopo la caduta del comunismo, dopodiché, nel settembre 1990, il cantante Dimităr Argirov (in arte Dimmi Argus) e il tastierista Rosen Dojčinov lasciano il gruppo e si trasferiscono nei Paesi Bassi.
Nel 1992 gli Epizod continuano il loro lavoro con il nuovo cantante Vasil Rangelov e registrano l'album “Pregate!..” che include tutte le canzoni dal primo periodo del gruppo con Rosen Dojčinov e Dimităr Argirov. L'anno seguente esce l'album “Morto Tra i Morti”, sempre con testi di François Villon, ma anche di altri poeti, come Charles Baudelaire.
Nel 1996 cambiano cantante ed entra nella formazione Emil Čendov.
Nel 2000 la band registra “Il Dio Bulgaro”, album considerato tra i migliori nella storia rock bulgara. I testi usati nelle canzoni sono di due poeti bulgari, Hristo Botev e Ivan Vazov. L'album viene ufficialmente pubblicato nel 2002 e diventa uno degli album più venduti dell'anno in Bulgaria.
Nel 2003 esce l'album “È Giunto Il Tempo”, ancora con testi di poeti classici francesi come François Villon e Pierre de Ronsard.
Nel 2004 pubblicano due album, “Canzoni d'uomini” e “St.Patriarch Evtimii”. Il concerto promozionale, di cui esiste il dvd, viene tenuto a Veliko Tărnovo, nel castello Carevec, cioè nel luogo esatto descritto nell'album.
Nel 2006, il successivo album - “Le Nostre Radici” - riporta l'immagine del Cavaliere di Madara sulla copertina.
Il 3 gennaio 2007 la BBC definisce gli Epizod come “Il gruppo rock bulgaro più importante”.
Nell'ottobre del 2010 il gruppo pubblica l'album “La gente di Dulo”, a cui partecipano alcuni tra i cantanti rock più famosi della Bulgaria, come Zvezdomir Keremidčiev e Jordan Karadžov. La copertina rappresenta Khan Kubrat - il fondatore e il governatore della Grande Bulgaria dal clan dei Dulo nell'anno 681 - seduto in trono e con i suoi figli attorno.

## Formazione

### Formazione attuale
- Simeon Hristov - basso
- Vasil Belejkov - chitarra
- Emil Čendov - voce
- Dejan Aleksandrov - batteria

### Ex componenti
- Miroslav Galabov - chitarra e voce(1983 - 1990, 1992 - 1999)
- Rosen Dojčinov - tastiere (1983 - 1990)
- Panajot Kerelezov - batteria (1983 - 1989)
- Dimităr Argirov (Dimmi Argus) - voce (1987-1990)
- Stojan Petrov - batteria (1989 - 1990, 1996 - 2003, 2009 - 2010)
- Dragomir Draganov - chitarra (1992 - 2010)
- Vasil Rangelov - voce (1992 - 1996)
- Emil Tasev - batteria (1992 - 1996)
- Hristo Gjošarkov - batteria
- Deljan Georgiev - tastiere
- Pavlin Bačvarov - tastiere
- Ivo Georgiev - tastiere
- Javor Aleksandrov - batteria
- Nikolaj Urumov - voce

## Discografia
- 1992 - Pregate!...(Mолете се!...) - LP
- 1993 - Morto tra i morti (Мъртвец сред Мъртъвци) - LP
- 1999 - Rispetto (Респект) - LP
- 2002 - Il Dio Bulgaro (Българският Бог) - LP
- 2003 - È Giunto Il Tempo (Дошло е време) - LP
- 2004 - Canzoni D'Uomini (Мъжки песни) - LP
- 2004 - St. Patriarch Evtimii (Свети патриарх Евтимий) - LP
- 2005 - Le Nostre Radici (Нашите корени) - LP
- 2008 - Il Vecchio Soldato (Старият Войн) - LP
- 2010 - Il Popolo Dei Dulo (Народът на Дуло) - LP
- 2012 - La mia preghiera (Моята молитва) - LP

## Videografia
- Live in NDK - DVD (2004)
- St. Patriarch Evtimii (Свети патриарх Евтимий) - DVD (2005)
- Il Vecchio Soldato (Старият Войн) - DVD (2008)